# آرثر فيلدينغ
آرثر فيلدينغ (بالإنجليزية: Arthur Fielding)‏ (17 مارس 1888 في المملكة المتحدة - ) هو لاعب كرة قدم بريطاني (وحمل سابقاً جنسية المملكة المتحدة لبريطانيا العظمى وأيرلندا) في مركز الهجوم. لعب مع بورت فايل وبولتون واندررز وستوك سيتي.